# Stefan II Kotromanić
Stefan II Kotromanić (ur. ?, zm. 1353 r.) – ban Bośni od 1314 r. Syn Stefana Kotromanicia i Elżbiety, córki Stefana, króla Sremu. Miał dwoje dzieci: syna, zmarłego wkrótce po urodzeniu i córkę Elżbietę Bośniaczkę, królową węgierską (żona Ludwika Węgierskiego), natomiast jego wnuczką była Jadwiga Andegaweńska, królowa Polski. Jego drugą żoną, matką Elżbiety, była córka księcia Kazimierza gniewkowskiego - Elżbieta. Być może jego córką była również Katarzyna, żona hrabiego Hermana I von Cilli.

## Panowanie
Objął tron bośniacki w rok po śmierci swojego ojca Stefana I dzięki poparciu Mladena II Šubicia, który w latach 1312-1322 tytułował się "Panem (Banem) Całej Bośni" (łac. totius Bosniae dominus).
Od początku swojego panowania dążył do zrzucenia zwierzchnictwa chorwackiego. Zaangażował się w konflikt węgiersko-chorwacki popierając króla Węgier Karola Roberta. Ten w 1322 r. zorganizował wyprawę przeciwko banom chorwackim, która zakończyła się klęska rodu Šuboticiów i oderwaniem od Chorwacji części ziem, w tym Bośni, która stała się lennem Węgier.
Stefan II wykorzystując formalną zależność od tego państwa dążył do wzmocnienia państwa, czemu służyć temu miało małżeństwo zawarte przez jego córkę Elżbietę z królem Węgier Ludwikiem.
Zmarł w 1353 r. i został pochowany w ufundowanym przez siebie kościele w Mile, koło Visoko.